# Київський міжнародний інститут соціології

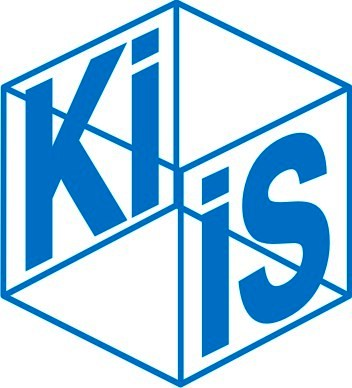
Київський міжнародний інститут соціології (КМІС)

Київський міжнародний інститут соціології (КМІС) — українське товариство з обмеженою відповідальністю з центром у Києві, що спеціалізується на соціологічних дослідженнях; аналітичний центр.

## Напрямки діяльності
Надає послуги за напрямками:
- соціоекономічні дослідження;
- маркетингові дослідження;
- політичні дослідження;
- дослідження здоров'я;
- консалтинг та аудит досліджень.

Входить до Європейської асоціації дослідників громадської думки і маркетингу (ESOMAR), а керівник Компанії, професор В. І. Паніотто, був першим національним представником ESOMAR в Україні в 1996—2005 р.
КМІС виконує проекти якісних і кількісних досліджень: за останні роки компанія провела понад 300 фокус-груп, щорічно проводиться 70-80 кількісних досліджень.
КМІС є офіційним аудитором щорічних досліджень громадських уподобань конкурсу торгових марок «Фаворити Успіху».

## Історія
Компанія заснована у 1990 році як дослідницький центр Соціологічної асоціації України (РНПСЦ). У 1992 році, коли партнером Центру стає Paragon Research International, на його базі утворюється Україно-Американська дослідницька компанія з назвою КМІС.
- 1990, червень — В. Є. Хмелько стає директором дослідницького центру (РНПСЦ) Соціологічної асоціації України.
- 1990 — РНПСЦ одержав від А. П. Горбачика право на поширення розробленого їм (при участі В.Паніотто) першого в Україні пакету програм математично-статистичного аналізу соціологічних даних (ОСА); в тому ж році один екземпляр цього пакету вперше був проданий клієнтові, ставши першим в Україні комерційним програмним продуктом;
- 1991 — на замовлення Радіо Свобода РНПСЦ проводить першу в Україні підготовку інтерв'юерів для проведення соціологічних опитувань і перші в Україні опитування методом особистого (face-to-face) інтерв'ю з респондентами, відібраними за випадковою вибіркою, репрезентативною для дорослого населення країни;
- 1992 — на прохання В.Брюховецького РНПСЦ проводить дослідження, спрямоване на виявлення найавторитетніших київських істориків, політологів, соціологів, філософів та економістів для запрошення їх на роботу до відтвореного заново «університету Києво-Могилянська академія»;
- 1992 — РНПСЦ приватизується й перетворюється в Київський міжнародний інститут соціології (президентом КМІС стає В. Є. Хмелько, генеральним директором — В.I.Паніотто, членами дирекції — американський соціолог М.Сваффорд і український математик і програміст Л.Фінкель).
- 1992 — укладений договір з університетом «Києво-Могилянська академія» про розміщення КМІС у його приміщеннях, про участь інституту в організації кафедри соціології університету та про співробітництво з нею;
- 1992 — КМІС проводить перші в Україні професійні фокус-групи;
- 1992 — розпочато емпіричний етап української частини міжнародного дослідницького проекту «Соціальні структури й особистість в умовах радикальних соціальних змін», здійсненого КМІС разом з Університетом Джонса Гопкінса та Інститутом філософії й соціології Польської Академії наук під керівництвом М.Кона, В.Хмелько та К.Сломчинского;
- 1992 — співробітниками КМІС (Д. Краковичем і А. Сердюком) підготовлений перший в Україні підручник для інтерв'юерів соціологічних опитувань;
- 1993 — прийнята Конституція Російської федерації, 26 стаття якої (частина 1) запропонована співробітником КМІС Р. Ленчовським
- 1994 — В.Паніотто, на основі спільних розробок з В.Хмелько й Л. Фінкелем, у співробітництві М. Сваффордом і М. Косолаповим і при консультаціях з Л.Кішем і С.Херінгою бере участь у підготовці (за підтримкою Національного наукового фонду США) рекомендацій з методики побудови репрезентативних вибірок з урахуванням недоліків статистики в країнах колишнього СРСР;
- 1994 — під керівництвом В. Паніотто рекомендації з методики побудови репрезентативних вибірок, підготовлені їм разом з М. Сваффордом і М. Косолаповим, реалізуються в розробці першого в Україні програмного забезпечення для побудови репрезентативних вибірок;
- 1994 — під керівництвом В. Паніотто розпочато проведення щорічного моніторингу стану міжетнічних відносин в Україні з використанням шкали Богардуса (в адаптації Н.Паніної для українських умов);
- 1994 — на основі даних опитувань КМІС із використанням показника, розробленого Р.Ленчовським і В.Паніотто, В. Хмелько вперше виділяє в етнічній структурі населення України категорію російсько-українських біетноров і визначає ступінь їхньої поширеності;
- 1995 — КМІС стає членом ESOMAR (European Society for Opinion and Market Research);
- 1995 — на замовлення Всесвітнього банку й фінансовій підтримці уряду Японії КМІС проводить перше в Україні, репрезентативне для її населення, дослідження доходів і видатків домогосподарств України, рівня бідності й зайнятості її населення, а в 1996 — аналогічне панельне дослідження (з 1999 р. елементи його методології стали використовуватися в моніторингу добробуту й рівня бідності домогосподарств Держкомстатом України);
- 1996 — В. Паніотто стає першим національним представником ESOMAR в Україні;
- 1996 — на замовлення Організації Об'єднаних Націй КМІС проводить перше в Україні соціо-епідеміологічне дослідження репродуктивного здоров'я населення країни;
- 1999 — на замовлення і при інформаційній підтримці Фонду «Демократичні ініціативи» КМІС розробляє вибірку й координує проведення екзит-полу під час першого й другого турів президентських виборів співробітниками трьох компаній — КМІС, СОЦИС і Центру «Соціальний моніторинг»;
- 1999 — на замовлення Агентства США з міжнародного розвитку в співробітництві з Держкомітетом із підприємництва України, а також Management System International і Development Alternatives Incorporated[en] КМІС проводить перший в Україні вибірковий перепис малих підприємств (проведене опитування 5000 підприємств і близько 10 000 інтерв'ю в домогосподарствах для пошуку й опису характеристик малих підприємств);
- 2000 — створення разом з НаУКМА й центром «Соціальні індикатори» Відкритого банку соціологічних даних (грант посольства Канади)
- 2002 — проведене перше дослідження психічного здоров'я населення, репрезентативне для населення України (частина міжнародного проекту ВООЗ, керівник Е. Бромет, координатор В.Захожа, керівник психіатричної частини — С.Глузман)
- 2001 — Н. Харченко завершено й захищене як дисертаційне на звання кандидата соціологічних наук дослідження «Методика виміру й аналізу бідності в сучасній Україні», виконане на основі даних національно репрезентативних панельних опитувань в 1995 і 1996 роках на замовлення Всесвітнього Банку й репрезентативного опитування населення Дніпропетровської області за замовленням Міністерства праці й соціальної політики України й програми TACIS;
- 2002 — на замовлення і при інформаційній підтримці Фонду «Демократичні ініціативи» КМІС розробляє вибірку й координує проведення екзит-полу під час парламентських виборів співробітниками трьох компаній — КМІС, СОЦИС і Центру «Соціальний моніторинг» при фінансовій підтримці фонду «Відродження»;
- 2002 — завершене дослідження «Макросоціальні зміни в українському суспільстві за 10 років незалежності», проведене В. Хмелько за даними національно репрезентативних опитувань, проведених КМІС у 1991—2002 р., як власних, так і на замовлення Дослідницького інституту Радіо Свобода, Інформаційного Агентства Сполучених Штатів (USIA), Агентства міжнародного розвитку Сполучених Штатів (USAID), Всесвітнього Банку і з використанням даних державної статистики за ці роки й даних про результати парламентських виборів;
- 2003 — проведено першу хвилю Українського лонгітюдного моніторингового дослідження (ULMS, аналог російського проекту RLMS), присвяченого проблемам зайнятості та інших соціально-економічних питань (наступні хвилі проведені в 2004 і 2007). Дослідження проводиться в співробітництві з консорціумом західноєвропейських і американських університетів під керівництвом професора Х. Лемана (H. Lehman).
- 2003 — КМІС засновує стипендії ім. Майкла Сваффорда для найкращих студентів магістерської програми кафедри соціології НаУКМА
- 2004 — акредитація КМІС Соціологічною асоціацією України
- 2004 — КМІС стає офіційним аудитором рейтингових досліджень конкурсу торгових марок «Фаворити Успіху»
- 2004 — опублікована книга «Статистичний аналіз соціологічних даних», написана В. І. Паніотто, В. С. Максименко та Н. М. Харченко.
- 2004 — Н.Харченко призначена виконавчим директором КМІС;
- 2004 — КМІС координує проведення екзит-полу на замовлення і при інформаційній підтримці Фонду «Демократичні ініціативи» під час першого туру президентських виборів співробітниками чотирьох компаній — КМІС, Центру ім. Разумкова, СОЦИС і Центру «Соціальний моніторинг», а під час другого тура виборів і його переголосування — співробітниками двох компаній — КМІС і Центра ім. Разумкова;
- 2004 — результати екзит-полу, проведеного КМІС і Центром ім. Разумкова при інформаційній підтримці Фонду «Демократичні ініціативи», використовуються Верховним судом України як один з матеріалів при рішенні питання про визнання другого тура президентських виборів недійсним;
- 2006 — на замовлення і при інформаційній підтримці Фонду «Демократичні ініціативи» КМІС розробляє вибірку й координує проведення екзит-полу під час парламентських виборів співробітниками КМІС і Центру ім. Разумкова;
- 2006 — виданий «Англо-український соціологічний словник», складений співробітниками КМІС під керівництвом В. Паніотто;
- 2007 — приєднання до мережі WorldPublicOpinion, яка проводить дослідження в 25 країнах;
- 2007 — на замовлення і при інформаційній підтримці Фонду «Демократичні ініціативи» КМІС розробляє вибірку й координує проведення екзит-полу під час парламентських виборів співробітниками КМІС і Центру ім. Разумкова;
- 2007 — у співробітництві з Management System International у рамках проекту «Гідна Україна» завершено дослідження «Стан корупції в Україні», в якому опитано близько 11 тисяч респондентів;
- 2007 — вийшла з друку книга «Соціальні структури і особистість: дослідження Мелвіна Кона[en] та його співпрацівників», підготовлена до видання співробітниками КМІС і кафедри соціології НаУКМА під редакцією В.Хмелько;
- 2008 — на замовлення MSI створений Банк даних досліджень корупції в Україні;
- 2008 — приєднання (разом з Інститутом соціології НАН України) до Програми міжнародного соціального дослідження (ISSP — International Social Survey Programme), яка проводить щорічно дослідження в 45 країнах світу за єдиним опитувальником;
- 2009 — на замовлення міжнародної організації «СНІД-Альянс» проведене перше в Україні дослідження для оцінки чисельності груп ризику методом «scale up»;

## Завдання
Завдання КМІС — вивчення й надання суспільству високоякісної інформації про політичний, соціальний і соціально-економічний стан України в цілому й різних соціальних груп і категорій. Як соціально-відповідальне підприємство КМІС направляє значну частину прибутку на фінансування наукових досліджень, у тому числі наукової праці кафедри соціології Національного університету «Києво-Могилянська академія» (НаУКМА), професорів і студентів НаУКМА, виплачує щорічно дві стипендії ім. М.Сваффорда (нашого колишнього співвласника) для студентів, підтримує «Відкритий банк соціологічних даних», фінансує журнал «Соціологія: теорія, методи, маркетинг».
КМІС здійснює також власні наукові дослідження, пов'язані з вивченням рівня бідності, соціально-регіональним розподілом України, станом міжетнічних відносин і рівнем ксенофобії, рівнем здоров'я населення України (психічне здоров'я, здоров'я матерів і дітей, вплив Чорнобиля та ін.), оцінкою політичної ситуації.
Крім того, одним із завдань КМІСу є розвиток методології соціологічних досліджень і контроль якості інформації, одержуваної в ході соціологічних досліджень (КМІС проводить аудити досліджень, вибірок, конкурсів, з 1999 р. бере участь у проведенні екзит-полів усіх національних та деяких локальних виборів).

## Команда
На сьогодні до складу КМІС входять департаменти, які спеціалізуються на проведенні соціально-економічних, маркетингових, політичних досліджень, досліджень здоров'я, а також департамент консалтингу та аудиту досліджень.
У Київському й регіональному центрах КМІС працює 10 штатних модераторів, які спеціалізуються на проведенні якісних досліджень. У всіх регіонах України (24 області та АР Крим) працюють інтерв'юери КМІС, загальною кількістю понад 500 чоловік.
Дослідницькі ресурси компанії дозволяють проводити кількісні дослідження, репрезентативні для України в цілому й для кожного з її регіонів, так само як і дослідження на території Білорусі й Молдови.

## Персоналії
- Хмелько Валерій Євгенович (1939—2021) — президент КМІС
- Паніотто Володимир Ілліч — генеральний директор КМІС.
- Харченко Наталя Миколаївна — виконавчий директор КМІС
- Вікторія Захожа — заступник директора КМІС
- Петренко Тетяна Вікторівна — керівник департаменту кількісних досліджень
- Мирошниченко Артем Євгенович — керівник департаменту якісних досліджень